# Octavian Șovre
Octavian Șovre (* 19. Juli 1973 in Oradea) ist ein ehemaliger rumänischer Fußballschiedsrichterassistent.
Șovre war etwa ab dem Jahr 2000 bis Mai 2021 Schiedsrichterassistent in der rumänischen Liga 1 und leitete mindestens 327 Ligaspiele (Zählung von August 2007 bis Mai 2021).
Seit 2005 stand er als Schiedsrichterassistent auf der Liste der FIFA-Schiedsrichter.
Als Schiedsrichterassistent von Ovidiu Hațegan leitete Șovre (gemeinsam mit Sebastian Gheorghe) zwei Partien bei der Europameisterschaft 2016, zudem zwei Partien bei der U-20-Weltmeisterschaft 2015 in Neuseeland und drei Partien bei der U-17-Weltmeisterschaft 2017 in Indien.
Im April 2021 erhielt Șovre mediale Aufmerksamkeit, als er von Kameras gefilmt wurde, wie er Erling Haaland nach dem Champions-League-Spiel zwischen Manchester City und Borussia Dortmund nach einem Autogramm fragte.  Er wurde unter anderem von UEFA-Schiedsrichter-Chef Roberto Rosetti kritisiert. Sovre erklärte, seit vielen Jahren den Verein SOS Autism zu unterstützen und Autogramme zu sammeln, um sie dem Verein zur Versteigerung schenken zu können.
Für die Europameisterschaft 2021 wurde er infolgedessen nicht nominiert, stattdessen nahm Radu Ghinguleac seinen Platz ein.
Im Mai 2021 gab Șovre seinen Rücktritt bekannt.
Von Dezember 2004 bis November 2019 leitete er insgesamt 30 Spiele in der Europa League sowie von Dezember 2011 bis April 2021 insgesamt 33 Spiele in der Champions League. 